# Chutes Crypt
Les chutes Crypt (en anglais : Crypt Falls) sont des chutes d'eau situées au sud-ouest de la province d'Alberta dans le parc national des Lacs-Waterton au Canada. 
Elles sont visibles depuis le Crypt Lake Trail grâce au service de ferries reliant la ville de Waterton. Les chutes ont leur origine dans le lac Crypt et se déversent dans un lac plus petit situé en dessous. La hauteur exacte des chutes est inconnue mais elle est probablement supérieure à la hauteur officielle de 175 mètres souvent retenue.